# Яна (племе)
Вижте пояснителната страница за други значения на Яна.
Яна (на английски: Yana) е Калифорнийско индианско племе, обитавало горната част на долината на река Сакраменто и хълмовете източно от реката, главно около притоците и Диър, Батъл, Кау и Монтгомъри.

## Подразделения
Според езиковите разлики са разделени на
- Северни
- Централни
- Южни
- Яхи

Всяка от четирите групи живеела в относително ясно определена територия и имала свой диалект и обичаи.

## Име и език
На техния език, класифициран към Севернохоканските езици, яна означава хора. Наставката за северните диалекти е „я-на“, а за южните „я-хи“.

## История
Много малко е известно за историята и културата им, тъй като след първата им среща с белите и последвалото установяване на селищата, до 1860 г. племето е почти унищожено от болести, глад и нападения. Това племе е най-пострадало от нахлуването на бялата имиграция в Калифорния.
Първият известен контакт на племето с белите е на 18 октомври 1821 г., когато капитан Луис Аргуло заедно с 55 войници организира експедиция по източната страна на Сакраменто, прекосявайки района от Ред Блъф до Рединг и се натъква на хора от племето. Между 1828 г. и 1846 г. Компанията Хъдсън Бей изпраща редовно ловни групи в района. Някои от тези групи влизат в контакт с яна по Пит Ривър и в североизточната част на долината на Сакраменто. От 1848 г. пътят Калифорния-Орегон пресича територията им в северната и централна част. На юг друг път – Ласен преминава през територията на яхите. Вторият път става доста използваем след 1849 г. В рамките на по-малко от 20 години след това от първоначалните около 1900 яна остават едва стотина.

### Яхи
Яхите са най-южното разделение на племето яна, живяло по Майл Крийк и Диър Крийк. Имали 3 села на първия поток и 5 села на втория. Понякога са разглеждани като отделно племе.
Когато през 1848 г. започнала Златната треска хиляди бели се изсипали в земите им и за кратко време от около 400-те яхи не останал нито един. Последният оцелял от племето е кръстен Иши от антрополозите. Той прекарал по-голямата част от живота си криейки се от белите в планините. След смъртта на близките му той останал сам и на 29 август 1911 г. слязъл от планините. Професори от университета Бъркли научили за него и го взели при себе си в Сан Франциско. Тук той живял под покровителството на известния антрополог Алфред Крьобер до смъртта си през 1916 г.

## Култура
Били организирани в подплемена – централно село с няколко по-малки села около него. Селата се ръководели от вожд и един или двама помощник вождове. Северните и централните яна използвали за жилища солидни дървени постройки покрити с пръст и дом на съвета по-голям от обикновените жилища. Те били изградени около един централен стълб, с дупка за дима на върха. Южните яна използвали подобни, но по-малки. Използвали също и конични колиби от пръти покрити с кора. В селото имало още меструална къща за жените. Използвали и временни сламени колиби по време на лов и събиране на диви растителни храни. Били известни с кошниците си.